# 笠原幸之助
笠原 幸之助（かさはら こうのすけ、3月2日 - ）は、日本の男性声優。岐阜県出身。
以前はぷろだくしょんバオバブに所属していた。

## 出演作品

### テレビアニメ
2005年
- ガン×ソード（街の人、スタッフ達）

2008年
- 獣神演武 -HERO TALES-（玄狼党員）

### 劇場版アニメ
- 名探偵コナン 探偵たちの鎮魂歌（ミラクルランド・エキストラ）

### ゲーム
- Heavenly Sword 〜ヘブンリーソード〜

### 吹き替え
- ALIVE（ケビン）
- クリミナル・マインド FBI行動分析課
- ダメージ
- トレマーズ4（ストーニー）
- BEAUTY BETRAYED （ワトソン署長）
- レオン ※完全版新録